# Universitätsarchiv Gießen
Das Universitätsarchiv Gießen ist eine öffentliche Einrichtung der Justus-Liebig-Universität Gießen.

## Aufgaben
Das Universitätsarchiv Gießen ist gemäß dem Hessischen Archivgesetz zuständig für die Übernahme archivwürdiger Akten der gesamten Universität mit ihren Verwaltungseinheiten, Instituten, Seminaren und sonstigen wissenschaftlichen Einrichtungen. Weitere Aufgaben gemäß der Archivsatzung sind: Ordnen und Verzeichnen, Bearbeitung von Recherchen, Aufbau von Sammlungen, Führungen, Unterstützung bei Ausstellungen und Aufarbeitung der Universitätsgeschichte.

## Geschichte
Ein erstes Verzeichnis der Bestände des Universitätsarchivs Gießen wurde im Jahr 1966 vom damals schon pensionierten Bibliotheksoberrat Erwin Schmidt begonnen. Der Druck dieses Verzeichnisses erfolgte 1969. Dadurch sowie die vorausgegangene Ordnung des Aktenmaterials konnte das Universitätsarchiv auch für wissenschaftliche Zwecke nutzbar gemacht werden. Die Justus-Liebig-Universität Gießen war die erste hessische Universität, die im November 1986 eine ausgebildete Archivarin des Höheren Dienstes, Eva-Marie Felschow, einsetzte. Das Universitätsarchiv wurde zugleich zentralen Universitätsverwaltung als Abteilung B4 unterstellt, blieb jedoch räumlich in der Universitätsbibliothek Gießen angesiedelt. Obwohl zuvor jahrzehntelang eine Sammlung universitätsrelevanter Dokumente stattgefunden hatte, fand Felschow ein „totes Archiv“ vor. Gemeint war damit die Tatsache, dass das Universitätsarchiv bis zum Zeitpunkt ihrer Einstellung lediglich der bloßen Verwahrung der vorhandenen Bestände gedient hatte. Die Schaffung der neuen Planstelle schuf nun die personellen Voraussetzungen dafür, aus dem bislang kaum wahrgenommenen Archiv eine moderne Dienstleistungseinrichtung zu machen, um auf die vielfältigen Anforderungen des Hochschulbetriebs flexibel reagieren zu können. Als erste Ansprechpartnerin für Dekanate und Professoren erweiterte Felschow den Archivbestand gezielt um archivwürdige Neuzugänge. Die Verabschiedung des Hessischen Archivgesetzes im Jahr 1989 stärkte die Position der Archivarin. Im Verlauf der folgenden Jahre führte die erfolgreiche Realisierung mehrerer Ausstellungen zur Wiederbelebung und Sichtbarkeit des Universitätsarchivs. Seit 2019 leitet der Historiker und Archivar Joachim Hendel die Abteilung.

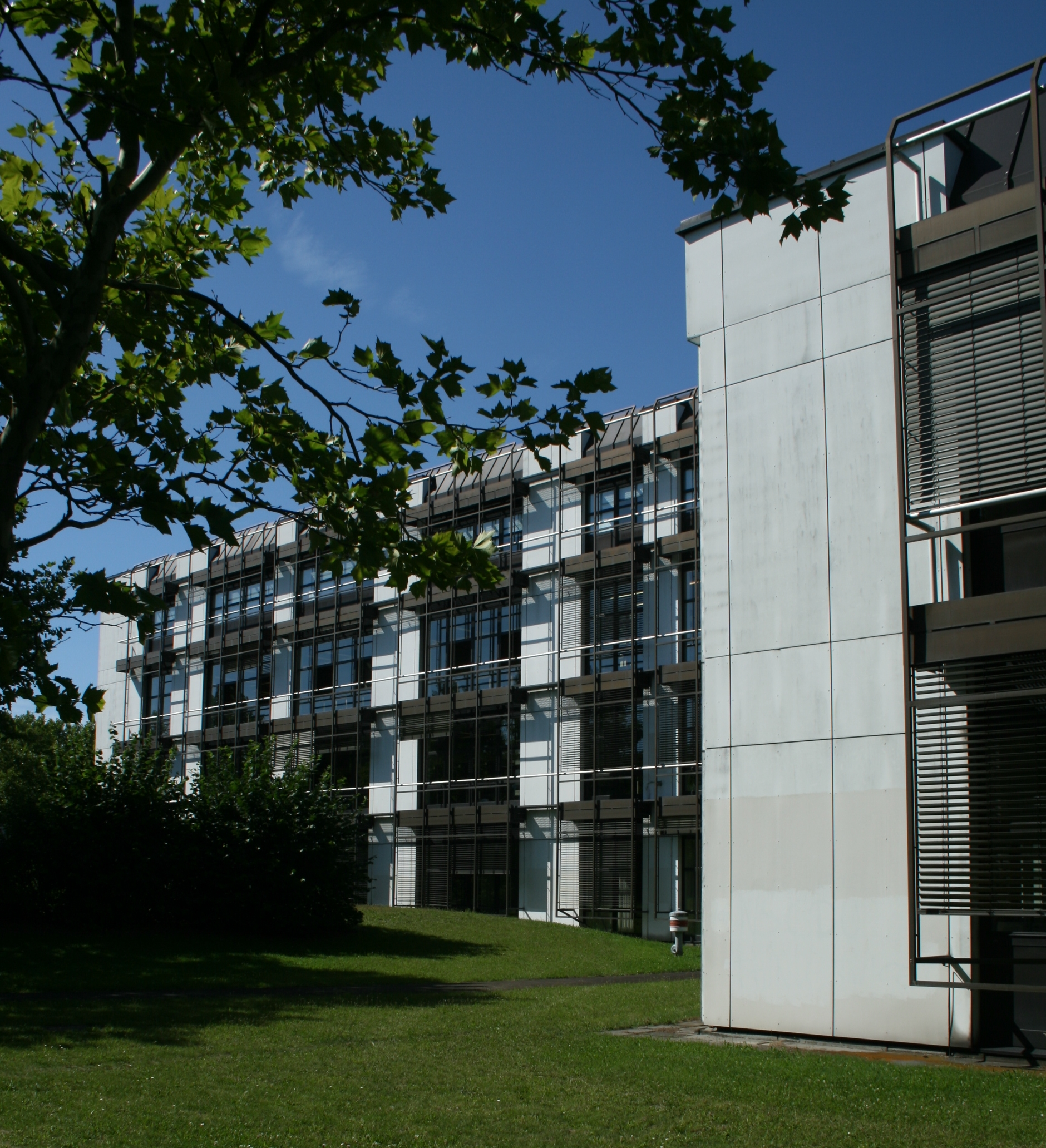
Universitätsbibliothek im Philosophikum I, Sitz des Universitätsarchivs (1. OG)

## Bestände
Das älteste im Universitätsarchiv Gießen zu findende Dokument datiert vom 10. Oktober 1341. Darin bekundet eine Witwe unter Zeugen den Verkauf eines Ackers an ihren Schwiegersohn. Insgesamt finden sich 357 Urkunden und ca. 2.600 laufende Regalmeter Amtsbücher und Akten im Universitätsarchiv Gießen. Unter den Sammlungsbeständen befindet sich auch das sogenannte „Liebig-Depositum“. Darin befinden sich ca. 3.500 Unterlagen, vor allem Briefe, zum Lebens- und Karriereweg des Chemikers und Namensgebers der Universität, Justus von Liebig. Diese Unterlagen sind Eigentum der Liebig-Gesellschaft zu Gießen, die auch das Liebig-Museum unterhält. Diese historischen Dokumente werden seit dem Jahr 1994 im Universitätsarchiv als Depositum verwahrt. Sie stellen neben dem eigentlichen Nachlass Liebigs in der Handschriftenabteilung der Bayerischen Staatsbibliothek den wohl größten Fundus für die Erforschung des berühmten Chemikers dar.
Die übrigen Bestände umfassen u. a. Matrikel- und Inskriptionsbücher. In einem dieser Inskriptionsbücher findet sich die eigenhändige Einschreibung Georg Büchners zum Studium an der Landesuniversität des Großherzogtums Hessen im Jahr 1833.

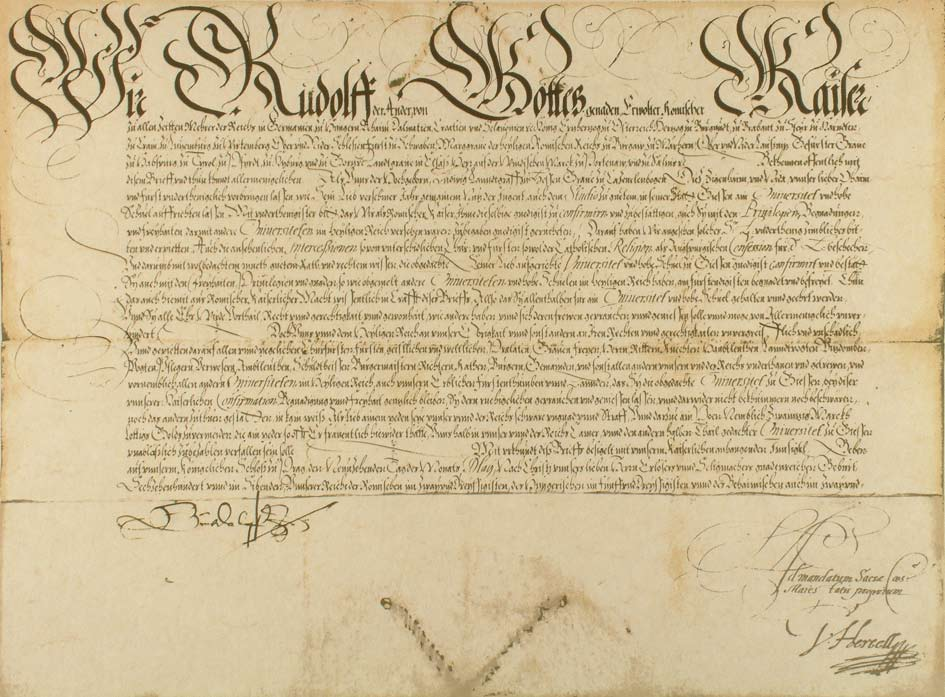
Gründungsurkunde der Universität Gießen, ausgestellt durch Kaiser Rudolf II., datiert vom 19. Mai 1607 (Signatur: UniA Gi, Allg. Nr. 43)

Die Bestände des Universitätsarchiv Gießen gliedern sich in folgende Abteilungen:
- Zentrale Universitätsverwaltung (Rektorat, Präsidialabteilung)
- Fakultäten und Abteilungen (bis 1970)
- Fachbereiche (ab 1970)
- Zentrale Einrichtungen (z. B. Universitätsbibliothek)
- Selbstverwaltung
- Sammlungen (z. B. Liebig-Depositum)
- Urkunden